# Joseph Heinrich (Geistlicher)
Joseph Heinrich (* 6. Januar 1895 in Andermannsdorf; † 29. April 1945 in Mamming) war ein deutscher römisch-katholischer Geistlicher und Märtyrer.

## Leben
Joseph Heinrich wuchs in Niederbayern als Sohn eines Zimmermanns auf. Er trat 1907 in das Seminar der Abtei Schweiklberg ein, wechselte 1913 in das Humanistische Gymnasium Dillingen an der Donau und ging am 1. September 1915 als Novize in die Abtei Münsterschwarzach. Ab 1916 leistete er Kriegsdienst, wurde am 15. Juli 1918 verwundet und hatte darunter jahrelang zu leiden. Er wechselte deshalb 1919 in das Priesterseminar Regensburg und wurde am 29. Juni 1922 zum Priester geweiht. Die Stationen seines Wirkens waren: Konzell (1922), Sallern (1923), Neustadt an der Waldnaab (1924), Tirschenreuth (1927), Wiesenfelden (1927), Bayerisch Eisenstein (1928), Hohenwarth (1928), Regensburg (1928 als Religionslehrer) und Niederviehbach (1941 als Direktor der Dominikanerinnenschule beim Kloster Niederviehbach).
Ab 1. Juli 1943 war er Pfarrer in Mamming. Als Ende April 1945 der Isarübergang bei Mamming durch SS-Truppen gegen die vorrückenden Amerikaner verteidigt wurde und der im Pfarrhaus befindliche Küster auf der amerikanischen Seite des Hauses eine weiße Flagge anbringen wollte, wozu er das Haus verlassen musste, verwehrte ihm Heinrich die Ausführung mit der Bemerkung: „Sie haben Kinder!“ und begab sich selbst in Gefahr. Dabei wurde er so schwer verwundet, dass er noch am selben Tag starb. Die Zeugen, darunter der behandelnde Arzt, bekundeten, dass er seinen Tod bei vollem Bewusstsein als Nachfolge des Kreuzestodes Christi annahm.

## Gedenken
Die Römisch-katholische Kirche in Deutschland hat Joseph Heinrich als Märtyrer aus der Zeit des Nationalsozialismus in das deutsche Martyrologium des 20. Jahrhunderts aufgenommen.